# Ingrandes (Indre)
Ingrandes és un municipi francès, situat al departament de l'Indre i a la regió de Centre – Vall del Loira. L'any 2007 tenia 330 habitants.

## Demografia

### Població
El 2007 la població de fet d'Ingrandes era de 330 persones. Hi havia 144 famílies, de les quals 52 eren unipersonals (20 homes vivint sols i 32 dones vivint soles), 52 parelles sense fills, 36 parelles amb fills i 4 famílies monoparentals amb fills.
La població ha evolucionat segons el següent gràfic:
Habitants censats

### Habitatges
El 2007 hi havia 209 habitatges, 152 eren l'habitatge principal de la família, 36 eren segones residències i 20 estaven desocupats. 200 eren cases i 7 eren apartaments. Dels 152 habitatges principals, 111 estaven ocupats pels seus propietaris, 39 estaven llogats i ocupats pels llogaters i 2 estaven cedits a títol gratuït; 1 tenia una cambra, 18 en tenien dues, 40 en tenien tres, 47 en tenien quatre i 47 en tenien cinc o més. 119 habitatges disposaven pel capbaix d'una plaça de pàrquing. A 73 habitatges hi havia un automòbil i a 58 n'hi havia dos o més.

### Piràmide de població
La piràmide de població per edats i sexe el 2009 era:
| Homes | Edats   | Dones |
| ----- | ------- | ----- |
| 0     | 95 o +  | 0     |
| 0     | 90 a 94 | 0     |
| 0     | 85 a 89 | 8     |
| 0     | 80 a 84 | 4     |
| 4     | 75 a 79 | 16    |
| 4     | 70 a 74 | 12    |
| 16    | 65 a 69 | 12    |
| 12    | 60 a 64 | 4     |
| 0     | 55 a 59 | 4     |
| 20    | 50 a 54 | 12    |
| 20    | 45 a 49 | 4     |
| 12    | 40 a 44 | 24    |
| 8     | 35 a 39 | 8     |
| 12    | 30 a 34 | 0     |
| 0     | 25 a 29 | 8     |
| 8     | 20 a 24 | 4     |
| 4     | 15 a 19 | 8     |
| 8     | 10 a 14 | 12    |
| 12    | 5 a 9   | 0     |
| 0     | 0 a 4   | 0     |

## Economia
El 2007 la població en edat de treballar era de 223 persones, 158 eren actives i 65 eren inactives. De les 158 persones actives 142 estaven ocupades (78 homes i 64 dones) i 16 estaven aturades (10 homes i 6 dones). De les 65 persones inactives 29 estaven jubilades, 14 estaven estudiant i 22 estaven classificades com a «altres inactius».

### Ingressos
El 2009 a Ingrandes hi havia 150 unitats fiscals que integraven 330 persones, la mediana anual d'ingressos fiscals per persona era de 15.291 €.

### Activitats econòmiques
Dels 14 establiments que hi havia el 2007, 1 era d'una empresa extractiva, 4 d'empreses de construcció, 2 d'empreses de comerç i reparació d'automòbils, 1 d'una empresa de transport, 1 d'una empresa d'hostatgeria i restauració, 1 d'una empresa financera, 3 d'empreses immobiliàries i 1 d'una empresa de serveis.
Dels 5 establiments de servei als particulars que hi havia el 2009, 1 era un paleta, 1 guixaire pintor, 1 lampisteria i 2 agències immobiliàries.
L'any 2000 a Ingrandes hi havia 12 explotacions agrícoles.

## Equipaments sanitaris i escolars
El 2009 hi havia una escola elemental integrada dins d'un grup escolar amb les comunes properes formant una escola dispersa.

## Poblacions més properes
El següent diagrama mostra les poblacions més properes.